# Pamukkale (comune)
Pamukkale è un comune della Turchia sito nel distretto centrale della provincia di Denizli.
Il significato del nome in lingua turca è "castello di cotone". L'abitato si trova al margine sud occidentale del sito di Hierapolis-Pamukkale, patrimonio dell'umanità UNESCO.

## Amministrazione

### Gemellaggi
- Eger
- Las Vegas